# Schachgegenolympiade 1976
Die Schachgegenolympiade 1976 oder „Anti-Israel-Olympiade“ (englisch Against Chess Olympiad beziehungsweise Against Israel Olympiad) war ein Länderturnier im Schach, das vom 24. Oktober bis 15. November 1976 in der libyschen Hauptstadt Tripolis stattfand. Die Gegenolympiade, deren Durchführung vom Weltschachbund FIDE missbilligt wurde, war politisch gegen Israel gerichtet, wo zur gleichen Zeit in Haifa die offizielle 22. Schacholympiade abgehalten wurde.

## Politischer Hintergrund
Israel war 1976 zum zweiten Mal als Ausrichter der Schacholympiade vorgesehen. Während dies bei der Schacholympiade 1964 in Tel Aviv sportpolitisch noch unproblematisch war, wandten sich diesmal viele Mitgliedsverbände der FIDE gegen die Vergabeentscheidung des Weltschachbundes. Grund dafür war die veränderte Lage im Nahostkonflikt, die durch den Sechstagekrieg 1967 und Jom-Kippur-Krieg 1973 eingetreten war. Die militärischen Erfolge Israels hatten Zorn in der islamisch-arabischen Welt hervorgerufen, wozu noch die Solidarität der sozialistischen Länder hinzutrat.
Unter den Nationen, die das Turnier in Haifa boykottierten, waren die Sowjetunion als Rekordsieger bei den Schacholympiaden, die übrigen sozialistischen Staaten und zahlreiche Staaten der arabisch-islamischen Welt. Letztlich nahmen an der Olympiade in Haifa, die vom 26. Oktober bis 10. November 1976 stattfand, lediglich 48 Herren- und 23 Damenteams teil.
Libyen hatte die Initiative zu einer gleichzeitigen Konkurrenzveranstaltung ergriffen, die im Programmheft als Schachgegenolympiade („Against Chess Olympiad“) bezeichnet wurde. Treibende Kraft war Revolutionsführer Muammar al-Gaddafi, der die Organisation aus Staatsmitteln des erdölreichen Landes sicherstellte. Seine Hoffnung, dass die Ostblockstaaten statt in Haifa in Tripolis spielen würden, erfüllte sich allerdings nicht; vielmehr zogen es diese vor, auch der „Anti-Israel-Olympiade“ fernzubleiben.

## Teilnehmerländer
Aus Sicht der Gastgeber war der politische Erfolg begrenzt. Nur wenige der klassischen Schachnationen nahmen teil. Den Kern der 38 Teilnehmerteams – darunter vier mit Beobachterstatus – stellten die arabisch-islamischen Staaten, die aber zumeist als schachliche „Entwicklungsländer“ galten. Mehr als die Hälfte der am Turnier beteiligten Länder (18 von 34) hatten zuvor noch nie an regulären Schacholympiaden teilgenommen.
Aus dem Westen waren Portugal, Italien, das de facto mit einer Vereinsmannschaft aus Palermo vertreten war, Malta und die Türkei vertreten. Die Philippinen entsandten neben Italien als einziges Land zwei Mannschaften zu den parallelen Wettbewerben in Haifa und Tripolis. Dies betraf auch Uruguay, wobei jedoch ein Sonderfall vorlag. Die Mannschaft war aus politischen Dissidenten zusammengesetzt, die der Militärdiktatur in ihrer Heimat entkommen waren.

## Organisation
Veranstaltungsort war das „Beach Hotel“ in Tripolis. Um möglichst viele Schachverbände aus den ärmeren Ländern zur Anreise zu bewegen, bot der Veranstalter großzügige finanzielle Bedingungen. Für Anreise und Unterkunft entstanden den Mannschaften keine Kosten, den Gästen wurde sogar eine kleine tägliche Pauschale zuerkannt. Jedem Team wurde ferner ein Wagen mit Fahrer bereitgestellt.
Im Unterschied zu der Olympiade in Haifa wurde auf einen Frauenwettbewerb verzichtet. Die Turnierregeln stimmten mit den Bestimmungen für die offizielle Olympiade weitgehend überein. Die Mannschaften spielten an vier Brettern. Gewinner sollte die Mannschaft mit den meisten Brettpunkten werden. Gespielt wurde in 13 Runden nach Schweizer System – genauso wie in Haifa, wo dieser Turniermodus erstmals bei einer Schacholympiade zur Anwendung gelangte.

## Sportlicher Verlauf
Sportlich gesehen hatte das Länderturnier im Vergleich zu den regulären Schacholympiaden nur geringen Wert. Kein einziger Großmeister und nur sehr wenige Internationale Meister befanden sich unter den Teilnehmern.
Sieger wurde völlig überraschend das Team El Salvadors, das nicht zu den Favoriten gehört hatte. Die Spieler um den damals 17-jährigen späteren FIDE-Meister Boris Pineda am Spitzenbrett übernahmen früh die Tabellenführung und gaben sie bis zum Schluss des Turniers nicht mehr ab. Tunesien errang mit dem Internationalen Meister Slim Bouaziz am Spitzenbrett den zweiten Rang, Pakistan wurde Dritter. Gastgeber Libyen kam nur auf Platz 24. Die erwähnte Mannschaft aus Uruguay, die schließlich auf Rang 17 landete, verlor drei Kämpfe – zwölf Partien –, weil die Spieler zu spät erschienen waren.

### Mannschaftsaufstellungen
Die Aufstellungen der Mannschaften sind nur rudimentär bekannt. Die nachfolgende Tabelle benennt die in der unten angegebenen Quelle namentlich angegebenen Spieler.
|       | Mannschaft                   | Punkte | Spieler                                                                              |
| ----- | ---------------------------- | ------ | ------------------------------------------------------------------------------------ |
| 1     | El Salvador                  | 38½    | A. Grimaldi, Rene Grimaldi, Infante, Camacho, Boris Pineda, Velásquez                |
| 2     | Tunesien                     | 36     | Slim Bouaziz, Ridha Belkadi, Ahmed Drira, Sbia                                       |
| 3     | Pakistan                     | 34½    | Zahiruddin Farooqui, Rahat Ali, Nazir Ahmad, Gholam Mohiuddin, Shaikh Mazhar Hussain |
| 4     | Irak                         | 33½    |                                                                                      |
| 5/6   | Italien                      | 32½    | Magrini, Trabattoni, Corgnati, Giordano, Mazzamuto                                   |
| 5/6   | Türkei                       | 32½    | İlhan Onat, Ergun Gümrükçüoğlu, Ali İpek, Feridun Öney                               |
| 7     | Afghanistan                  | 29½    |                                                                                      |
| 8/9   | Nicaragua                    | 27½    |                                                                                      |
| 8/9   | Panama                       | 27½    | Haskins                                                                              |
| 10–12 | Bangladesch                  | 27     | Kampoarai, Shuda Ahmed, Mirza Akmal                                                  |
| 10–12 | Sri Lanka                    | 27     | Arjuna Parakrama                                                                     |
| 10–12 | Portugal                     | 27     | Santos, Bastos                                                                       |
| 13–15 | Algerien                     | 26½    | Aboubekr Baghli                                                                      |
| 13–15 | Marokko                      | 26½    | Mustafa Ahmed Bakali, Mokhtar Kaderi, Abderrahman Nejjar                             |
| 13–15 | Philippinen                  | 26½    |                                                                                      |
| 16–18 | Kenia                        | 26     | Saif Kanani, Ramesh Sharma, Willie Sekano, Nazir Lone, Aslam Adam, Abdul Tejpar      |
| 16–18 | Uruguay                      | 26     | Maiztegui, Toson, Gilardoni, Pérez                                                   |
| 16–18 | Südjemen                     | 26     |                                                                                      |
| 19–22 | Trinidad und Tobago          | 25½    | Cecil Lee, Frank Sears, Kwane Payne, Morris                                          |
| 19–22 | Malta                        | 25½    | Henry Camilleri                                                                      |
| 19–22 | Nordjemen                    | 25½    |                                                                                      |
| 19–22 | Madagaskar                   | 25½    |                                                                                      |
| 23    | Libanon                      | 25     | Bachar Kouatly                                                                       |
| 24–27 | Libyen                       | 24½    |                                                                                      |
| 24–27 | Jordanien                    | 24½    |                                                                                      |
| 24–27 | Uganda                       | 24½    |                                                                                      |
| 24–27 | Kuwait                       | 24½    |                                                                                      |
| 28    | Vereinigte Arabische Emirate | 20½    |                                                                                      |
| 29    | Mauritius                    | 20     |                                                                                      |
| 30    | Palästinensische Auswahl     | 18½    |                                                                                      |
| 31/32 | Gambia                       | 18     | Newman                                                                               |
| 31/32 | Oman                         | 18     |                                                                                      |
| 33    | Mauretanien                  | 17½    | Honghin                                                                              |
| 34    | Somalia                      | 07     |                                                                                      |

## Nachwirkung
Der brüskierte Weltschachbund ernannte eine Kommission zur Untersuchung der politischen Aspekte und des künftigen Mitgliedsstatus der „abtrünnigen“ Verbände. Letztlich wurde eine dauerhafte Spaltung der FIDE abgewendet, und das Ereignis blieb eine sportpolitische Episode.